# Bernat de Rocafort

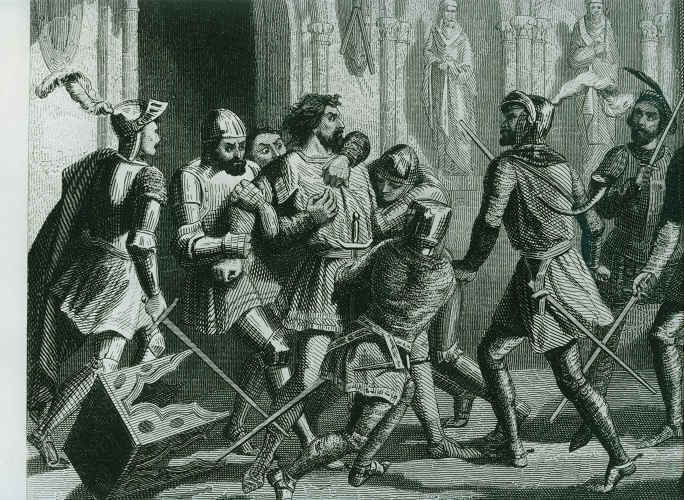
Indisione che rappresenta da dentenzione di Bernat de Rocafort

Bernat de Rocafort (Morella, 1271 – Aversa, 1309) è stato un mercenario spagnolo e uno dei capi della Compagnia Catalana o degli Almogavari.

## Biografia
Appartenente al movimento del re Federico III di Sicilia, possedeva due castelli in Calabria che dovette cedere al re Roberto I di Napoli quando fu firmata la pace di Caltabellotta nel 1302. Ma prima pretese che gli venisse pagato lo stipendio dovuto, cosa che gli procurò l'odio del re Roberto.
Dopo aver risolto il problema, si unì a Ruggero da Fiore a Costantinopoli, alla testa di mille Almogavari e milleduecento cavalieri, viaggiando su due galee. Ramon Muntaner andò a riceverli ad Anaea, poi si diressero a Efeso. Ruggero da Fiore lo nominò maresciallo dell'esercito e lo promise in sposa a sua figlia. Combatté valorosamente contro i Turchi nella battaglia dei Monti del Tauro e giunse, con il resto della truppa, fino alle Porte della Cilicia (1304).
Dopo l'assassinio di Ruggero da Fiore e dell'ammiraglio Ferran d'Ahonés e l'imprigionamento di Berenguer de Entença a Genova, Rocafort divenne di fatto il capo della Compagnia Catalana (1305). Rimasero per due anni a Gallipoli, difendendosi con successo dai Greci e dai loro alleati.
Al ritorno di Berenguer de Entença, Bernat de Rocafort si rifiutò di riconoscerlo come capo e scoppiò la discordia tra gli Almogàvres. Alcuni seguirono Entença, mentre altri, uniti a Turchi e Turcopoli, non abbandonarono Rocafort. Arrivò poi l'infante Ferdinando d'Aragona di Maiorca, che Rocafort rifiutò come rappresentante di Federico III di Sicilia, sapendo che Ferdinando sarebbe rimasto fedele al Re di Sicilia e si sarebbe rifiutato di guidare la Compagnia a proprio nome.
Gli Almogavar decisero di abbandonare Gallipoli e dirigersi verso Christopolis, lasciando un divario tra le truppe di Entença e quelle di Bernat de Rocafort, per evitare qualsiasi incidente. Tuttavia che Humbert de Rocafort, fratello di Bernat, e Dalmau Sant Martí, loro zio, uccisero Entença.
L'infante preferì andarsene piuttosto che mostrare slealtà verso Federico, e Bernat de Rocafort si ritrovò unico capo degli Almogàvre. Vedendo di essersi isolato dalle case di Sicilia, Aragona e Maiorca, si avvicinò a Carlo di Valois, lo stesso che aveva combattuto contro Federico III di Sicilia e che era diventato imperatore titolare di Costantinopoli, e gli giurò fedeltà giurando fedeltà a Thibaud de Cepoy, suo rappresentante.
Bernat de Rocafort era ambizioso e tirannico, e finì per farsi odiare dalle sue truppe, così come seppe attirarsi l'inimicizia di Thibaud de Cepoy, che "non consultava più di un cane", secondo le parole di Ramon Muntaner. D'accordo con gli altri capi della Compagnia, Cepoy arrestò Rocafort e suo fratello Umberto e li mandò a Napoli, dove re Roberto, che non aveva dimenticato la vicenda dei castelli di Calabria, li gettò nelle segrete del castello di Aversa, dove li lasciò morire di fame nel 1309.